# Panacridops varians
Panacridops varians är en tvåvingeart som beskrevs av James och Norman E. Woodley 1980. Panacridops varians ingår i släktet Panacridops och familjen vapenflugor. Inga underarter finns listade i Catalogue of Life.